# Smallman Records
Smallman Records is een Canadees onafhankelijk platenlabel gevestigd in Winnipeg en is aanvankelijk opgericht in 1997 door Rob Krause en Jason Smith om muziekalbums van hun eigen bands uit te geven. De distributie in Canada wordt geregeld door het Canadese distributielabel Warner Music Canada, waar Smallman sinds 2005 een contract heeft.

## Bands
| - Another Joe - Carpenter - Choke - Comeback Kid - Broadway Calls - Daggermouth - Grave Maker - Ghosts Of Modern Man - Layaway Plan - Misery Signals | - Moneen - Our Mercury - Passenger Action - Propagandhi - Selfmademan - Sick City - Sights & Sounds - Small Brown Bike - Sylvie - The Reason |